# Саут-Барр (Вермонт)
Саут-Барр (англ. South Barre) — переписна місцевість (CDP) в США, в окрузі Вашингтон штату Вермонт. Населення — 1193 особи (2020).

## Географія
Саут-Барр розташований за координатами 44°9′48″ пн. ш. 72°30′18″ зх. д. / 44.16333° пн. ш. 72.50500° зх. д. (44.163440, -72.504903).  За даними Бюро перепису населення США в 2010 році переписна місцевість мала площу 5,09 км², з яких 5,08 км² — суходіл та 0,01 км² — водойми.

## Демографія
Згідно з переписом 2010 року, у переписній місцевості мешкало 1219 осіб у 531 домогосподарстві у складі 353 родин. Густота населення становила 240 осіб/км².  Було 560 помешкань (110/км²).
Расовий склад населення:
| - 97,6 % — білих - 0,3 % — чорних або афроамериканців - 0,3 % — азіатів |

До двох чи більше рас належало 1,7 %. Частка іспаномовних становила 2,0 % від усіх жителів.
За віковим діапазоном населення розподілялося таким чином: 20,5 % — особи молодші 18 років, 60,5 % — особи у віці 18—64 років, 19,0 % — особи у віці 65 років та старші. Медіана віку мешканця становила 45,2 року. На 100 осіб жіночої статі у переписній місцевості припадало 85,0 чоловіків;  на 100 жінок у віці від 18 років та старших — 86,7 чоловіків також старших 18 років.
Середній дохід на одне домашнє господарство  становив 66 040 доларів США (медіана — 55 944), а середній дохід на одну сім'ю — 79 494 долари (медіана — 77 891). Медіана доходів становила 41 367 доларів для чоловіків та 40 765 доларів для жінок. За межею бідності перебувало 7,0 % осіб, у тому числі 6,9 % дітей у віці до 18 років та 0,0 % осіб у віці 65 років та старших.
Цивільне працевлаштоване населення становило 846 осіб. Основні галузі зайнятості: освіта, охорона здоров'я та соціальна допомога — 20,1 %, виробництво — 16,9 %, роздрібна торгівля — 16,1 %.